# The Trip (film, 2002)
Pour les articles homonymes, voir The Trip (homonymie).
Pour plus de détails, voir Fiche technique et Distribution.
The Trip est un film américain réalisé par Miles Swain, sorti en 2002.

## Synopsis
Dans les années 1970, Tommy, un homme ouvertement homosexuel rencontre Alan, un aspirant journaliste conservateur à la sexualité réprimée.

## Fiche technique
- Titre : The Trip
- Réalisation : Miles Swain
- Scénario : Miles Swain
- Musique : Steven Chesne
- Photographie : Charles L. Barbee et Scott Kevan
- Montage : Carlo Gustaff
- Production : Houston King et Miles Swain
- Société de production : Falcon Lair Films et Queens Pictures
- Pays :  États-Unis
- Genre : Comédie dramatique et romance
- Durée : 95 minutes
- Dates de sortie : 
  -  États-Unis : 5 mai 2002 (OUTshine Film Festival)
  -  France : 15 mars 2006 (DVD)

## Distribution
- Larry Sullivan : Alan Oakley
- Steve Braun : Tommy Ballenger
- Ray Baker : Peter Baxter
- James Handy : Hal
- Dennis Bailey : Larry Jenkins
- Alexis Arquette : Michael
- Sirena Irwin : Beverly
- Jill St. John : Mary Oakley
- Art Hindle (en) : Ted Oakley
- David Mixner : lui-même
- Alfred Dennis : George Baxter
- Connie Sawyer : Barbara Baxter
- Miles Swain : Mark

## Accueil
Le film a reçu un accueil mitigé de la critique. Il obtient un score moyen de 47 % sur Metacritic.